# Satamakari

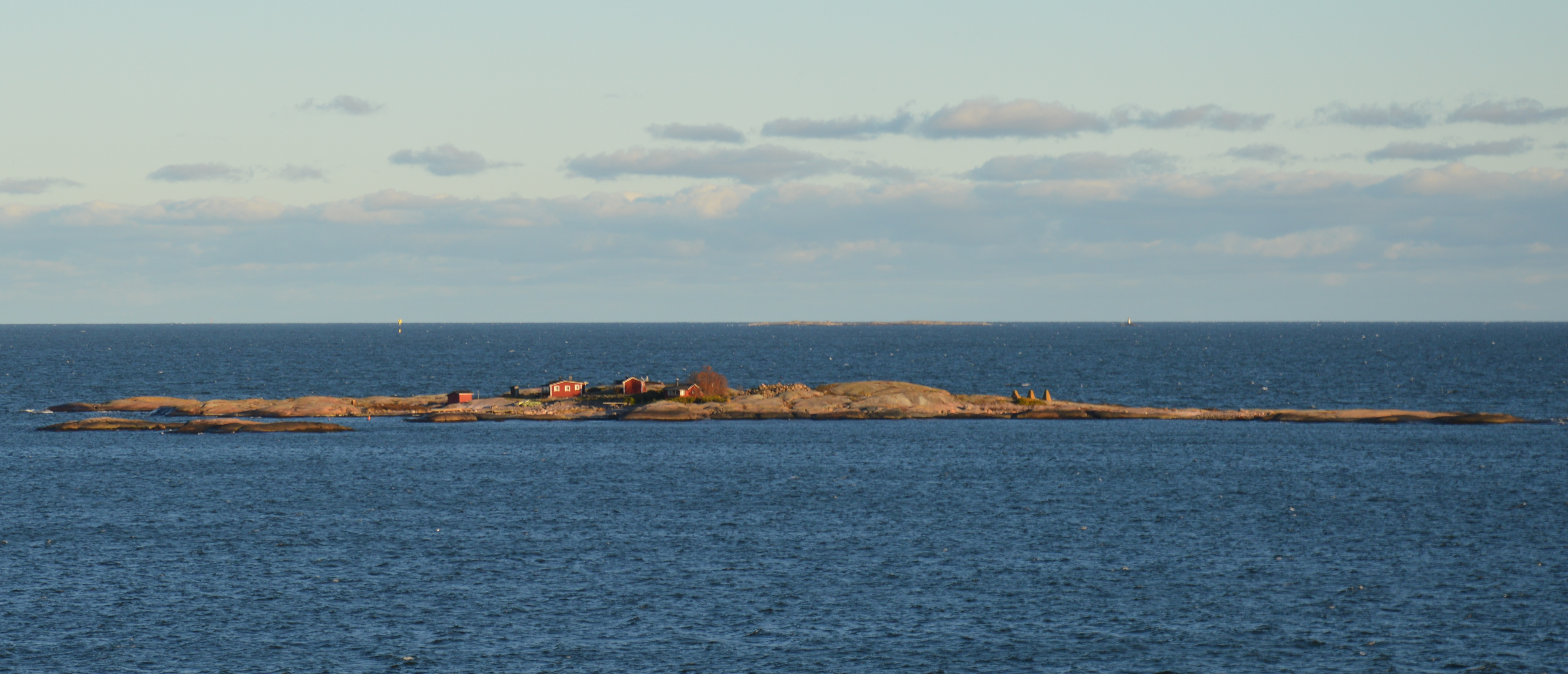
Satamakari

Satamakari (schwedisch: Hamngrundet) ist eine zu Finnland gehörende Schäre in der Ostsee südlich von Helsinki im Finnischen Meerbusen.
Die Schäre gehört zum Teilgebiet Västra holmarna des Stadtteils Ulkosaaret der finnischen Hauptstadt Helsinki. Westlich von Satamakari verläuft der Seeweg zum etwa fünf Kilometer nördlich gelegenen Hafen von Helsinki. Etwas weiter südöstlich liegt die Schäre Katajaluoto, nordwestlich befindet sich die etwas größere Insel Piku Satamakari.
Die mit mehreren kleinen Hütten bebaute Insel erstreckt sich von Südwesten nach Nordosten über etwa 270 Meter bei einer Breite von bis zu 110 Meter. Sie erhebt sich nur wenig über die Wasseroberfläche und ist weitgehend von kahlen Felsen geprägt. In einer kleinen Bucht im nordwestlichen Bereich der Insel befinden sich Bootsanleger.
Die Hütten sind für eine Jahresmiete von 1444,50 € vermietet.